# Recknitz
Recknitz er en flod i den tyske delstat Mecklenburg-Vorpommern. Recknitzdalen strækker sig helt op til højderne ved Glasewitz nær Güstrow. Floden har ikke noget entydigt udspring, men dannes af flere bække og småfloder. Bækkene Schaalbeke og Pludderbach løber forskellige veje mellem Liessow og Laage, men det meste af vandet løber nordover i Recknitz, mens en mindre del, kaldet Augraben, løber sydover til floden Nebel.
Recknitz er på strækningen fra Ribnitz-Damgarten til Bad Sülze den historiske grænse mellem Mecklenburg og Pommern.
I de seneste år har man gjort flere tiltag for at føre flodløbet tilbage til sin naturlige tilstand, hvilket skal gøre området mere attraktivt for turister, samt forbedre biodiversiteten i og langs floden. Langs en strækning af 30 km er tre områder erklæret for beskyttet område.
Recknitz er 72 km lang og har udløb i lagunen Saaler Bodden nær Ribnitz-Damgarten og via Darß-Zingster Boddenkette videre ud i  Østersøen.